# Martin Goodman
Martin Goodman (nascut Moe Goodman, 18 de gener de 1908 - 6 de juny de 1992) va ser un editor nord-americà de revistes pulp, llibres de butxaca, revistes dirigides a públic masculí i comic books, originant la companyia que acabaria convertint-se en Marvel Comics.

## Biografia
Moe Goodman, que més tard adoptaria el nom de Martin, era el fill major de 17 fills registrats d'Isaac Goodman (1872) i Anna Gleichenhaus (1875). Els seus pares eren immigrants jueus que s'havien reunit als Estats Units després de traslladar-se separadament de la seva Vilna natal, de l'Imperi Rus. La família vivia a diferents llars del barri de Brooklyn de la ciutat de Nova York. Moe va viatjar per tot el país durant la Gran Depressió.

### Revistes pulp i Timely Comics
Cap a finals de 1929, el futur cofundador d'Archie Comics, Louis Silberkleit, llavors gerent de l'empresa de distribució Eastern Distributing Corp., va contractar a Goodman pel seu departament, assignant-li clients que incloïen l'editor Hugo Gernsback. Goodman es va convertir més tard en gerent, però la companyia va fer fallida a l'octubre de 1932. Goodman es va unir a Silberkleit i altres inversors com a propietari de Mutual Magazine Distributors i va ser nomenat editor de la nova companyia germana de Silberkleit, l'editorial Newsstand Publications Inc., a 53 Park Place, també coneguda com a 60 Murray Street, a Manhattan.
La primera publicació de Goodman va ser la publicació de Newsstand Publications, en forma de revista pulp Western Supernovel Magazine, que es va estrenar amb data de portada de maig de 1933. Després de la primera edició, la va reanomenar Complete Western Book Magazine, començant amb data de portada de juliol de 1933. Les revistes pulp de Goodman incloïen All Star Adventure Fition, Complete Wester Book, Mystery Tales, Real Sports, Star Detective, la revista de ciència-ficció Marvel Science Stories i el títol Ka-Zar protagonitzat per un personatge semblant a Mowgli, el personatge de El llibre de la selva i a Tarzan.
El 1939, amb l'emergent popularitat dels còmics i els primers superherois establint la tendència, Goodman va contractar amb un "empaquetador" de còmic recentment format Funnies, Inc. per subministrar material per a un còmic de prova, Marvel Comics # 1, amb data de portada d'octubre de 1939 i publicat el 31 d'agost per les seves recentment formades Timely Publications. Va comptar amb les primeres aparicions del personatge de la Torxa Humana, de Carl Burgos, i amb una ampliació de la història de presentació de Sub-Mariner, de Bill Everett, publicada prèviament a Motion Picture Funnies Weekly. Va vendre ràpidament 80.000 còpies i Goodman va produir una segona impressió, amb data de portada de novembre de 1939, que després venia aproximadament 800.000 còpies. Amb un èxit a les seves mans, Goodman va començar a reunir un personal intern, contractant l'escriptor-artista Joe Simon com a director (Editor-in-Chief) i com el primer empleat oficial de Timely. Goodman llavors va formar Timely Comics, Inc. que es va convertir en el nom de paraigües per a les diverses corporacions en paper que van formar part de la divisió de llibres de còmics de Goodman, que en les consegüents dècades evolucionaria a Marvel Comics.
El 1941, Timely va publicar el seu tercer gran personatge, el patriòtic superheroi Capità Amèrica per Simon i l'artista Jack Kirby. L'èxit de Captain America # 1 publicat el 20 de desembre de 1940 (amb data de portada març de 1941) va conduir a una expansió del personal, amb Simon portant a Kirby a la plantilla i posteriorment contractant a Syd Shores "per ser el tercer empleat de Timely". Simon creia que Goodman no els pagava l'acordat i va negociar amb la National (actualment D.C.). Quan Goodman va descobrir-ho els va dir que marxessin després d'acabar el desè número de Captain America Comics. Goodman va nomenar al cosí de la seva esposa, Stan Lee, que ja era a l'editorial com assistent, com el nou director de Timely, una posició que Lee mantindria durant dècades, només deixant el càrrec quan va ser cridat a files.
Amb la disminució de l'interès de la postguerra pels superherois, Goodman va dirigir a Lee perquè seguís una varietat de gèneres seguint les tendències de cada moment, com els còmics romàntics el 1948, els còmics de terror a 1951, els còmics de l'oest el 1955 i els de monstres el 1958.
El nom "Timely Comics" va quedar en desús després que Goodman va començar a utilitzar el logotip de la companyia de distribució que posseïa, Atlas, començant pels còmics amb data de portada de novembre de 1951. Això va unir una línia presentada pel mateix editor, personal i autònoms a través de 59 empreses, des de Animirth Comics fins a Zenith Publications. Durant la dècada dels cinquanta, l'empresa anteriorment coneguda com a Timely va passar a anomenar-se Atlas Comics.

### Red Circle
Goodman, l'estratègia comercial del qual va consistir en utilitzar diversos noms corporatius per a diverses empreses editorials, de vegades va intentar marcar la seva línia amb el logotip de "Red Circle", que l'historiador de còmics Les Daniels va considerar "un intent desenfocat d'establir una identitat del que solia qualificar-se com "el grup Goodman"... un disc vermell envoltat d'un anell negre que portava la frase "A Red Circle Magazine" (una revista Cercle Vermell). Però només va aparèixer de manera intermitent, quan algú recordava posar-ho a la portada. L'historiador Jess Nevins, per contra, escrivia: "Timely Publications [era com] s'havia conegut el grup de Goodman [d'empreses], abans era conegut com a" Red Circle vermell "a causa del logotip que Goodman havia posat a les seves revistes pulp." La Grand Comics Database identifica 21 comic books de Goodman de 1944 a 1959 amb el segell Red Circle, Inc. i un còmic de 1948 amb el de Red Circle Magazines Corp.

### Gestió de revistes i Lion Books
A mesura que el mercat de les revistes pulp anava disminuint, Goodman, a més dels còmics, va passar a les revistes convencionals, publicades a través d'una empresa anomenada Magazine Management Company com a mínim des de 1947. L'any 1949 va fundar Lion Books, una línia de butxaca. Goodman va utilitzar el nom de Red Circle Books per als primers set títols més dos addicionals posteriorment. Goodman va desenvolupar dues línies: la 25 ¢ Lion i la 35 ¢ Lion Library.
New American Library va comprar Lion el 1957, i diversos títols de Lion van ser reimpresos sota la seva etiqueta Signet. Entre els autors que es van publicar s'hi van incloure alguns tan destacats com Robert Bloch, David Goodis i Jim Thompson. El primer editor de Lion va ser Arnold Hano.

### Marvel Comics
A mitjans de 1961, després de la reeixida reactivació de superherois de DC Comics uns anys abans, Goodman va assignar el seu editor de còmics, Stan Lee, de seguir la tendència de nou. Ell va dir: "Stan, hem de treure un munt d'herois. Ja ho sabeu, hi ha un mercat". La dona de Lee va suggerir que Lee experimentés amb les històries que preferia, ja que estava planejant canviar de carrera i no tenia res a perdre. En resposta, Lee i l'artista Jack Kirby van crear The Fantastic Four nº 1 (amb data de portada novembre de 1961), donant als seus superherois d'una humanitat defectuosa en la qual van prohibir preocupar-se pels diners i es comportaven més com a persones quotidianes que com nobles arquetips. Aquesta sèrie es va convertir en el primer gran èxit del que es convertiria en Marvel Comics. Els còmics recentment naturalistes van canviar la indústria. Lee, Kirby, i altres artistes com Steve Ditko, Don Heck, Dick Ayers, Bill Everett i Wally Wood, van introduir una sèrie de personatges destacats, incloent Spider-Man, Iron Man, Hulk, Daredevil i X-Men, en els que també hi van treballar John Romita, Gene Colan i John Buscema, i posteriorment altres escriptors, inclosos Roy Thomas i Archie Goodwin. Martin Goodman utilitza el logo Marvel Comics a l'angle superior esquerre de la seva portada com a denominador comú de tots els títols nous que publica.
A la tardor de 1968, Goodman va vendre Magazine Management a Perfect Film & Chemical Corporation. Goodman va romandre com a editor fins a 1972. Va recolzar a Lee en la seva decisió de desatendre la desautorització del Comics Code Authority en un arc de temàtica anti-drogues a The Amazing Spider-Man, que havia estat demanada pel Departament de Salut, Educació i Benestar dels Estats Units, que va desacreditar al censor, el que va acabar per provocar una revisió. Dos anys més tard va fundar una nova companyia de còmics, Seaboard Periodicals, que es va publicar sota una nova marca d'Atlas Comics, coneguda per coleccionistes com "Atlas / Seaboard Comics", però va tancar l'any següent.
Perfect Film & Chemical es va canviar el nom pel de Cadence Industries el 1973, el primer dels molts canvis, fusions i adquisicions que posteriorment a l'etapa de Goodman van portar a convertir-la en la corporació Marvel Entertainment Group.

### Revistes masculines, humorístiques i altres
Magazine Management Company també va publicar revistes digirides al públic masculí com Bachelor, For Men Only, Male, Stag i Swank, editades durant la dècada de 1950 per Noah Sarlat. A més va publicar un one-shot eròtic en blanc i negre The Adventures of Pussycat (Oct. 1968), que reimprimia algunes històries de la manera de la tira de la sexy i atractiva agent secret que apareixia en algunes de les seves revistes d'homes. Els autors de Marvel / Atlas Stan Lee, Larry Lieber i Ernie Hart, i els artistes Wally Wood, Al Hartley, Jim Mooney i Bill Everett i l'animador Bill Ward hi van contribuir.
A la fi de la dècada de 1960, aquests títols havien començat a evolucionar cap a revistes eròtiques, amb il·lustracions de ballarines i models en vestits de bany, bikinis i discrets nus, cada cop amb menys relats de ficció.
Una altra divisió, Humorama, va publicar revistes de mida menor anomenades digest de caricatures de noies per Ward, Bill Wenzel i Dan De Carlo, així com fotografies en blanc i negre de pin-ups de models incloent Bettie Page, Eve Meyer, la stripper Lili St. Cyr i les actrius Joi Lansing, Tina Louise, Irish McCalla, Julie Newmar i altres. Abe Goodman, un parent, va dirigir aquesta divisió. Els títols incloïen Breezy, Gaze, Gee-Whiz, Joker, Stare i Snappy. Van ser publicades almenys des de mitjans de la dècada dels cincuanta fins a mitjans de la dels seixanta.
Goodman va publicar moltes altres revistes que abastaven una infinitat de temes, incloent-hi diversos digest previs a l'aparició d' Humorama com Focus, Photo i Eye), a més de nombroses revistes romàntiques, cinema i televisió, esports i d'altres interessos generals durant diverses dècades.

### Vida personal
Goodman es va casar amb Jean Davis, amb qui va tenir els fills Iden, Charles i Amy. Va morir el 6 de juny de 1992 a casa seva de Palm Beach, Florida amb 84 anys.
El seu fill Charles, conegut com a "Chip", va fundar la seva pròpia editorial abans de morir de pneumònia el 1996, als 55 anys. El seu net, Jason Goodman, al voltant de 2010, va anunciar una associació amb Ardden Entertainment per rellançar els àlbums d'Atlas Comics de Goodman creats a partir de 1974, però va descobrir que Jeffrey Stevens havia adquirit la marca "Atlas Comics" per publicar comic books l'onze d'octubre de 2005 i van anar a judici. Es va fallar contra Goodman, i el 10 d'agost de 2014, Stevens els va lliurar a Dynamite Entertainment.

## Revistes de Goodman

### Revistes pulp
| - Adventure Trails - All Baseball Stories - All Basketball Stories - All Football Stories - All Star Detective Stories - All Star Fiction / All Star Adventure Fiction / All Star Adventure Magazine - American Sky Devils - The Angel Detective - Best Detective - Best Love Magazine - Best Sports Magazine - Best Western / Best Western Novels - Big Baseball Stories - Big Book Sports - Big Sports Magazine - Children's Book Digest - Complete Adventure Magazine - Complete Detective - Complete Sports / Complete Sports Action Stories for Men - Complete War Novels - Complete Western Book Magazine - Cowboy Action Novels - Detective Mysteries - Detective Short Stories - Dynamic Science Stories - Five Western Novels - Gunsmoke Western - Justice (digest) - Ka-Zar / Ka-Zar the Great - Marvel Science Stories / Marvel Tales / Marvel Stories / Marvel Science Fiction - Masked Rider Western (later sold to Thrilling) - Modern Love - Modern Love Stories - Mystery Tales | - Quick Trigger Western Novels Magazine - Ranch Love Stories - Real Confessions - Real Love - Real Mystery Magazine / Real Mystery - Real Sports - Romantic Short Stories - Secret Story - Six-Gun Western - Sky Devils - Sports Action - Sports Leaders Magazine - Sports Short Stories - Star Detective Magazine - Star Sports Magazine - 3-Book Western (digest) - Three Western Novels / Three Western Novels Magazine - Top-Notch Detective - Top-Notch Western - True Crime / True Crime Magazine - Two Daring Love Novels - Two-Gun Western Novels Magazine / Two-Gun Western / Two-Gun Western Novels / 2-Gun Western - Uncanny Stories - Uncanny Tales - War Stories Magazine - Western Fiction Magazine / Western Fiction Monthly / Western Fiction - Western Magazine (Digest) - Western Novelettes - Western Short Stories - Western Supernovel - Wild West Stories & Complete Novel Magazine - Wild Western Novels / Wild Western Novels Magazine |